# Xəlsə
Xəlsə è un comune dell'Azerbaigian situato nel distretto di Kürdəmir.